# Joël Corminbœuf
Joël Corminbœuf (Friburgo, 16 marzo 1964) è un ex calciatore svizzero, di ruolo portiere.

## Carriera

### Club
Corminbœuf ha giocato per il Neuchâtel Xamax in tre diversi periodi (dal 1985 al 1990, dal 1991 al 1993 e infine dal 1994 al 2000), vincendo per due volte il titolo nazionale (1987 e 1988). In questa squadra ha chiuso la sua carriera nel 2000, dopo aver militato brevemente anche nello Zurigo (1990-1991) e nel campionato francese con lo Strasburgo (1993-1994).

### Nazionale
Ha collezionato 8 presenze con la maglia della Svizzera, 6 nel 1988 e le altre 2 a distanza di 10 anni nel 1998. È stato anche convocato in occasione degli Europei del 1996 in Inghilterra, senza mai scendere in campo.

## Statistiche

### Cronologia presenze e reti in Nazionale
| Cronologia completa delle presenze e delle reti in nazionale ― Svizzera | Cronologia completa delle presenze e delle reti in nazionale ― Svizzera | Cronologia completa delle presenze e delle reti in nazionale ― Svizzera | Cronologia completa delle presenze e delle reti in nazionale ― Svizzera | Cronologia completa delle presenze e delle reti in nazionale ― Svizzera | Cronologia completa delle presenze e delle reti in nazionale ― Svizzera | Cronologia completa delle presenze e delle reti in nazionale ― Svizzera | Cronologia completa delle presenze e delle reti in nazionale ― Svizzera |
| Data                                                                    | Città                                                                   | In casa                                                                 | Risultato                                                               | Ospiti                                                                  | Competizione                                                            | Reti                                                                    | Note                                                                    |
| ----------------------------------------------------------------------- | ----------------------------------------------------------------------- | ----------------------------------------------------------------------- | ----------------------------------------------------------------------- | ----------------------------------------------------------------------- | ----------------------------------------------------------------------- | ----------------------------------------------------------------------- | ----------------------------------------------------------------------- |
| 27-4-1988                                                               | Kaiserslautern                                                          | Germania Ovest                                                          | 1 – 0                                                                   | Svizzera                                                                | Amichevole                                                              | -1                                                                      |                                                                         |
| 28-5-1988                                                               | Losanna                                                                 | Svizzera                                                                | 0 – 1                                                                   | Inghilterra                                                             | Amichevole                                                              | -1                                                                      |                                                                         |
| 5-6-1988                                                                | Basilea                                                                 | Svizzera                                                                | 1 – 1                                                                   | Spagna                                                                  | Amichevole                                                              | -1                                                                      |                                                                         |
| 28-5-1988                                                               | Losanna                                                                 | Svizzera                                                                | 0 – 2                                                                   | Jugoslavia                                                              | Amichevole                                                              | -2                                                                      |                                                                         |
| 21-9-1988                                                               | Lussemburgo                                                             | Lussemburgo                                                             | 1 – 4                                                                   | Svizzera                                                                | Qual. Mondiali 1990                                                     | -1                                                                      |                                                                         |
| 19-10-1988                                                              | Bruxelles                                                               | Belgio                                                                  | 1 – 0                                                                   | Svizzera                                                                | Qual. Mondiali 1990                                                     | -1                                                                      |                                                                         |
| 25-3-1998                                                               | Losanna                                                                 | Svizzera                                                                | 1 – 1                                                                   | Inghilterra                                                             | Amichevole                                                              | -1                                                                      |                                                                         |
| 22-4-1998                                                               | Belfast                                                                 | Irlanda del Nord                                                        | 1 – 0                                                                   | Svizzera                                                                | Amichevole                                                              | -1                                                                      | 46’                                                                     |
| Totale                                                                  |                                                                         | Presenze                                                                | 8                                                                       |                                                                         | Reti                                                                    | -9                                                                      |                                                                         |

## Palmarès

### Club
- Campionato svizzero: 2

Neuchâtel Xamax: 1986-1987, 1987-1988
- Supercoppa di Svizzera: 3

Neuchâtel Xamax: 1987, 1988, 1990